# Jeremy Strong (Schauspieler)

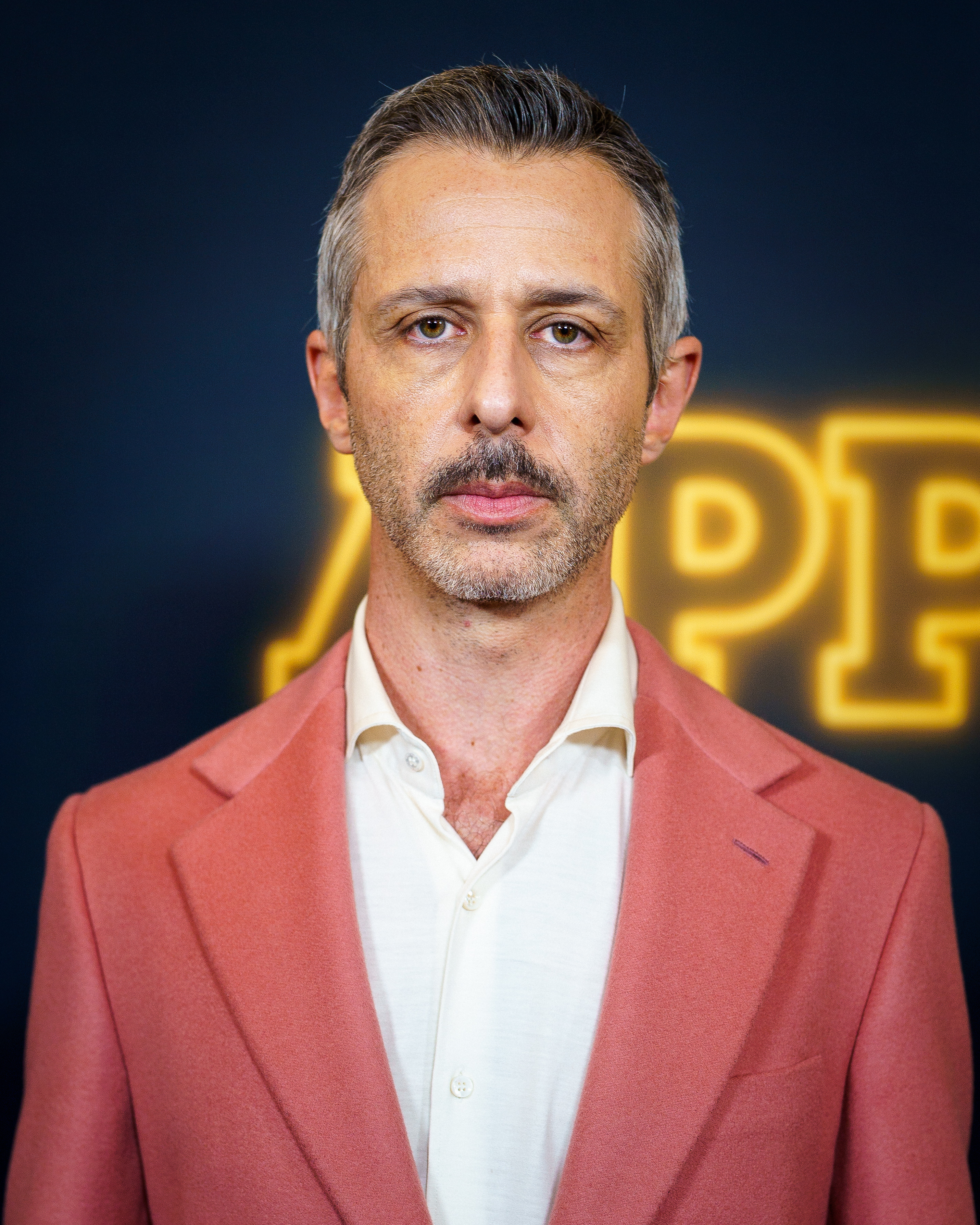
Jeremy Strong (2024)

Jeremy Strong (* 25. Dezember 1978 in Boston, Massachusetts) ist ein US-amerikanischer Schauspieler.

## Werdegang
Strong studierte an der Yale University sowie der Royal Academy of Dramatic Art in London. Er war Mitglied der Chicagoer Steppenwolf Theatre Company.
Am Broadway war er unter anderem in der Inszenierung von A Man for All Seasons zu sehen. Ab dem Jahr 2008 folgten auch erste Rollen in Spielfilmen.
2012 spielte Strong in Steven Spielbergs Historien-Drama Lincoln die Rolle des John George Nicolay, 2013 in Parkland den Kennedy-Attentäter Lee Harvey Oswald und 2020 in The Trial of the Chicago 7 den Aktivisten Jerry Rubin.
Seit 2018 gehörte Strong zum Ensemble der Serie Succession um die Familie des fiktiven Medienmoguls Logan Roy, die 2020 und 2022 den Emmy und den Golden Globe als beste Dramaserie erhielt. Für seine Darstellung des Sohnes Kendall Roy, der den Vater als Unternehmenschef ablösen will, bekam Strong den Golden Globe Award 2022 als bester Hauptdarsteller in einer Dramaserie.
Ein kontroverses Porträt im Magazin The New Yorker zeigte Strong als besessenen Schauspieler, der mit seinem Method Acting an die Grenzen gehe. Das Magazin Time zählte ihn 2022 zu den 100 einflussreichsten Menschen weltweit, als „Kandidaten für die besten zehn Fernsehminuten, die es je gab“.
2024 konnte Strong den Tony Award als Bester Hauptdarsteller in einem Theaterstück für seine Rolle in An Enemy of People gewinnen. Er wurde 2025 für seine Rolle als Roy Cohn in The Apprentice – The Trump Story für den Oscar und Golden Globe Award nominiert. Im selben Jahr wurde Strong beim 78. Filmfestival von Cannes als Jurymitglied des Hauptwettbewerbs ausgewählt. Im Sommer 2025 wurde Strong Mitglied der Academy of Motion Picture Arts and Sciences.

## Filmografie (Auswahl)
- 2008: Humboldt County
- 2008: The Happening
- 2009: The Messenger – Die letzte Nachricht (The Messenger)
- 2009: Das Vaterspiel
- 2009: Contact High
- 2010: The Romantics
- 2011–2013: Good Wife (Fernsehserie, 5 Episoden)
- 2012: Robot & Frank
- 2012: See Girl Run
- 2012: Lincoln
- 2012: Zero Dark Thirty
- 2013: Parkland
- 2013: Mob City (Fernsehserie, 4 Episoden)
- 2014: Der Richter – Recht oder Ehre (The Judge)
- 2014: Time Out of Mind
- 2014: Selma
- 2015: Black Mass
- 2015: The Big Short
- 2016: Masters of Sex (Fernsehserie, 9 Episoden)
- 2017: Molly’s Game – Alles auf eine Karte (Molly’s Game)
- 2018–2023: Succession (Fernsehserie)
- 2019: The Gentlemen
- 2019: Im Netz der Versuchung (Serenity)
- 2020: The Trial of the Chicago 7
- 2022: Zeiten des Umbruchs (Armageddon Time)
- 2024: The Apprentice – The Trump Story

## Auszeichnungen
Oscar
- 2025: Nominierung als Bester Nebendarsteller (The Apprentice – The Trump Story)

Golden Globe Award
- 2025: Nominierung als Bester Nebendarsteller (The Apprentice – The Trump Story)

British Academy Film Award
- 2025: Nominierung als Bester Nebendarsteller (The Apprentice – The Trump Story)